# Bohumila Grögerová
Bohumila Grögerová, rozená Tauferová (* 7. srpna 1921 Praha – 21. srpna 2014 Praha) byla česká básnířka, prozaička, překladatelka, autorka rozhlasových her a knih pro děti.

## Život
Narodila se v rodině vojáka Jaroslava Taufera, sloužícího za 1. světové války v československých legiích v Rusku, později vojenského právníka a přednosty justičního oddělení na československém ministerstvu národní obrany. Otec odešel do důchodu jako generální prokurátor Československé armády. Rodina se stěhovala z Prahy do Olomouce (od 1923), do Brna (1926–1929) a zpět do Prahy. Grögerová v letech 1932-1948 vystudovala dívčí reálné gymnázium Charlotty Garrigue Masarykové (1932–1940) a následně veřejnou školu pro sekretářky. V letech 1942-1945 pracovala ve společnosti Sociální pomoc jako cizojazyčná sekretářka a seznámila se s tehdy již ženatým básníkem Josefem Hiršalem. V květnu 1945 nastoupila do tiskového oddělení ministerstva národní obrany, v roce 1947 odešla studovat češtinu a ruštinu na filozofickou fakultu Karlovy univerzity, ale po dvou semestrech studia zanechala. Roku 1951 nastoupila do nakladatelství Naše vojsko, po absolutoriu knihovnického kursu roku 1961 na pozici cizojazyčné dokumentaristky. Po normalizačních politických prověrkách musela roku 1972 odejít, ale získala místo redaktorky v Ústředí vědeckých, technických a ekonomických informací (ÚVTEI). Od ledna 1980 byla v důchodu, až do své smrti bydlela v Praze 6 - Veleslavíně, poslední léta s Josefem Hiršalem.
Zemřela roku 2014 v Praze a pohřbena byla v rodinné hrobce na Olšanských hřbitovech.

### Rodina
S předčasně zemřelým manželem měla dvě dcery. Starší dcera Michaela Jacobsenová (*1947) je překladatelkou z němčiny, mladší Bohumila Límová (*1948) překládá anglickou a španělskou beletrii.

### Tvorba
Od poloviny 50. let psala knížky pro děti, překládala a spolupracovala s Josefem Hiršalem, mj. na publikacích Job-boj, Let let a Trojcestí. V 70. letech publikovat nesměla. a tak psala pod jmény pokrývačů. Je autorkou souboru experimentálních próz Meandry (1996) a dvojice memoárově laděných publikací Branka z pantů (1998) a Čas mezi tehdy a teď (2004). Historik umění a literatury Radim Kopáč, který se s Bohumilou Grögerovou v posledních dekádách jejího života přátelsky stýkal, vydal roku 2005 knižní rozhovor pod titulem Klikyháky paměti.
V roce 2009 získala její básnická sbírka Rukopis ocenění Magnesia Litera v kategorii poezie a kniha roku. Časopis A2 zařadil její knihu Čas mezi tehdy a teď do českého literárního kánonu po roce 1989, tedy do výběru nejdůležitějších českých knih v období třiceti let od sametové revoluce.

## Dílo
- O podivné záhadě na poštovním úřadě (s J. Hiršalem), SNDK 1962,
- Co se slovy všechno poví (s J. Hiršalem), SNDK 1964,
- Čtyři básně (s grafikem Aloisem Chválou), UB 1965[7]
- JOB-BOJ (s J. Hiršalem), Československý spisovatel 1967,
- Trojcestí (s J. Hiršalem), Mladá fronta 1991,
- Let let I–III (s J. Hiršalem), Rozmluvy a Mladá fronta 1993–1994, Torst 2007,
- Meandry, Torst 1996,
- Branka z pantů, Torst 1998,
- Čas mezi tehdy a teď, Klokočí a Knihovna Jana Drdy 2004,
- Klikyháky paměti (rozhovor s R. Kopáčem), Concordia 2005,
- Rukopis (sbírka poezie), Pavel Mervart 2008
- Klikyháky paměti, 2009
- Dva zelené tóny, 2012
- Můj labyrint, 2014

## Z překladů
- Christian Morgenstern: Šibeniční básně (s J. Hiršalem), 1958
- E. A. Poe: Zrádné srdce. Básně a povídky / překlad, s  J. Schwarzem, 1959
- H. M. Enzensberger: Zpěv z potopy / překlad, BB 1963; dopl. 1966 / s  J. Hiršalem
- E. Ionesco: Nenajatý vrah / překlad, rozmnožen 1963, též 1964, Hry / s  J. Hiršalem
- H. Heissenbüttel: Texty / překlad, 1965 / s  J. Hiršalem
- J. Bobrowski: Znamení popela / překlad, 1967, s  J. Hiršalem, B.Grögerová neuvedena
- M. Bense: Teorie textů / překlad, 1967, s  J. Hiršalem
- H. Arendt: Nad popel a čas, s  J. Hiršalem, 1981, pod jménem B. Geussová
- F. Mayröckerová: Kočkodan samota / překlad nebo vlastní dílo fiktivní básnířky, pod jménem B. Geussová
- 6 Briefe aus der fiktiven Korrespondenz mit Friederike Mayröcker, 1990
- Písně šibeničních bratří / překlad, 2000, s  J. Hiršalem